# Would You Believe?
Would You Believe? è un album in studio del gruppo musicale britannico The Hollies, pubblicato nel 1966.

## Tracce
Tutti i brani attribuiti a "Ransford" sono di Allan Clarke, Tony Hicks e Graham Nash.
Side 1
1. I Take What I Want – 2:15 (David Porter, Mabon "Teenie" Hodges, Isaac Hayes)
2. Hard Hard Year – 2:13 (Ransford)
3. That's How Strong My Love Is – 2:42 (Roosevelt Jamison)
4. Sweet Little Sixteen – 2:21 (Chuck Berry)
5. Oriental Sadness – 2:37 (Ransford)
6. I Am a Rock – 2:48 (Paul Simon)

Side 2
1. Take Your Time – 2:18 (Buddy Holly, Norman Petty)
2. Don't You Even Care – 2:27 (Clint Ballard Jr.)
3. Fifi the Flea – 2:05 (Ransford)
4. Stewball – 3:05 (Bob Yellin, Ralph Rinzler, John Herald)
5. I've Got a Way of My Own – 2:12 (Ransford)
6. I Can't Let Go – 2:26 (Chip Taylor, Al Gorgoni)

## Versione statunitense
La versione statunitense del disco è intitolata Beat Group! ed è stata pubblicata da Imperial Records nel 1966.

### Tracce
Side 1
1. I Can't Let Go
2. That's How Strong My Love Is
3. Running Through the Night (L. Ransford)
4. Oriental Sadness (She'll Never Trust in Anybody No More)
5. A Taste of Honey (Bobby Scott, Ric Marlow)
6. Mr. Moonlight (Roy Lee Johnson)

Side 2
1. Don't You Even Care
2. Hard, Hard Year
3. Take Your Time
4. Fifi the Flea
5. I Take What I Want

## Formazione
- Allan Clarke – voce, armonica
- Tony Hicks – chitarra, voce, banjo
- Graham Nash – chitarra, voce
- Bobby Elliott – batteria
- Eric Haydock – basso